# 池田仲政
池田 仲政（いけだ なかまさ、寛永9年（1632年） - 慶安2年10月17日（1649年11月21日））は、岡山藩主池田忠雄の次男。母は阿波国徳島藩主蜂須賀至鎮の娘・三保姫。池田光仲の弟。官位は従五位下、美濃守。幼名は勝三郎。
寛永9年（1632年）、池田忠雄の次男として生まれる。同17年（1640年）1月28日、初めて将軍徳川家光に謁見する。正保3年（1646年）12月30日、従五位下美濃守に叙任したが、慶安2年（1649年）10月17日、兄に先立ち18歳で早世した。